# پارک ملی یوگید وا
پارک ملی یوگید وا (انگلیسی: Yugyd Va National Park) یک پارک ملی در جمهوری کومی کشور روسیه است.